# Atanycolus lindemani
Atanycolus lindemani är en stekelart som beskrevs av Vladimir Ivanovich Tobias 1980. Atanycolus lindemani ingår i släktet Atanycolus och familjen bracksteklar. Inga underarter finns listade.